# Сатурн-1Б
«Сатурн-1Б» (англ. Saturn IB) — американская ракета-носитель, модернизированная версия ракеты-носителя Сатурн-1, имеющая значительно более мощную вторую ступень, S-IVB. В отличие от более раннего Сатурна-1, ракета-носитель Сатурн-1Б могла вывести командный и служебный отсеки или лунный модуль космического корабля Аполлон на низкую околоземную орбиту. Использовалась для испытаний корабля Аполлон, позднее применялась в программах Скайлэб и «Союз» — «Аполлон».

## История
В июле 1962 года НАСА объявило о планах разработки промежуточного РН Сатурн-1Б, чтобы обеспечить раннее тестирование  на околоземной орбите КА Аполлон и Лунного модуля до того как будет построен Сатурн V.

## Запуски Сатурн-1Б

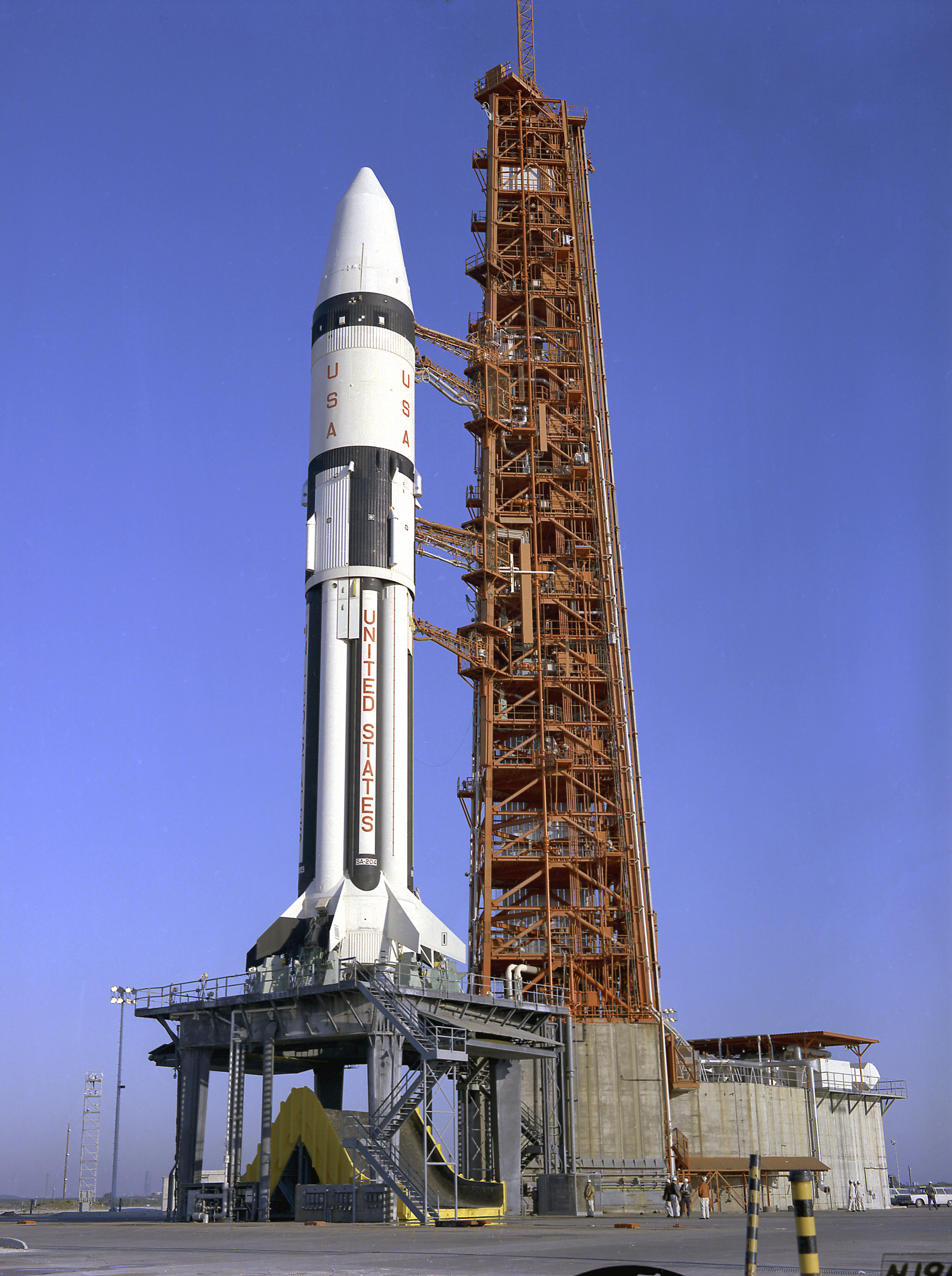
Миссия Аполлон-5

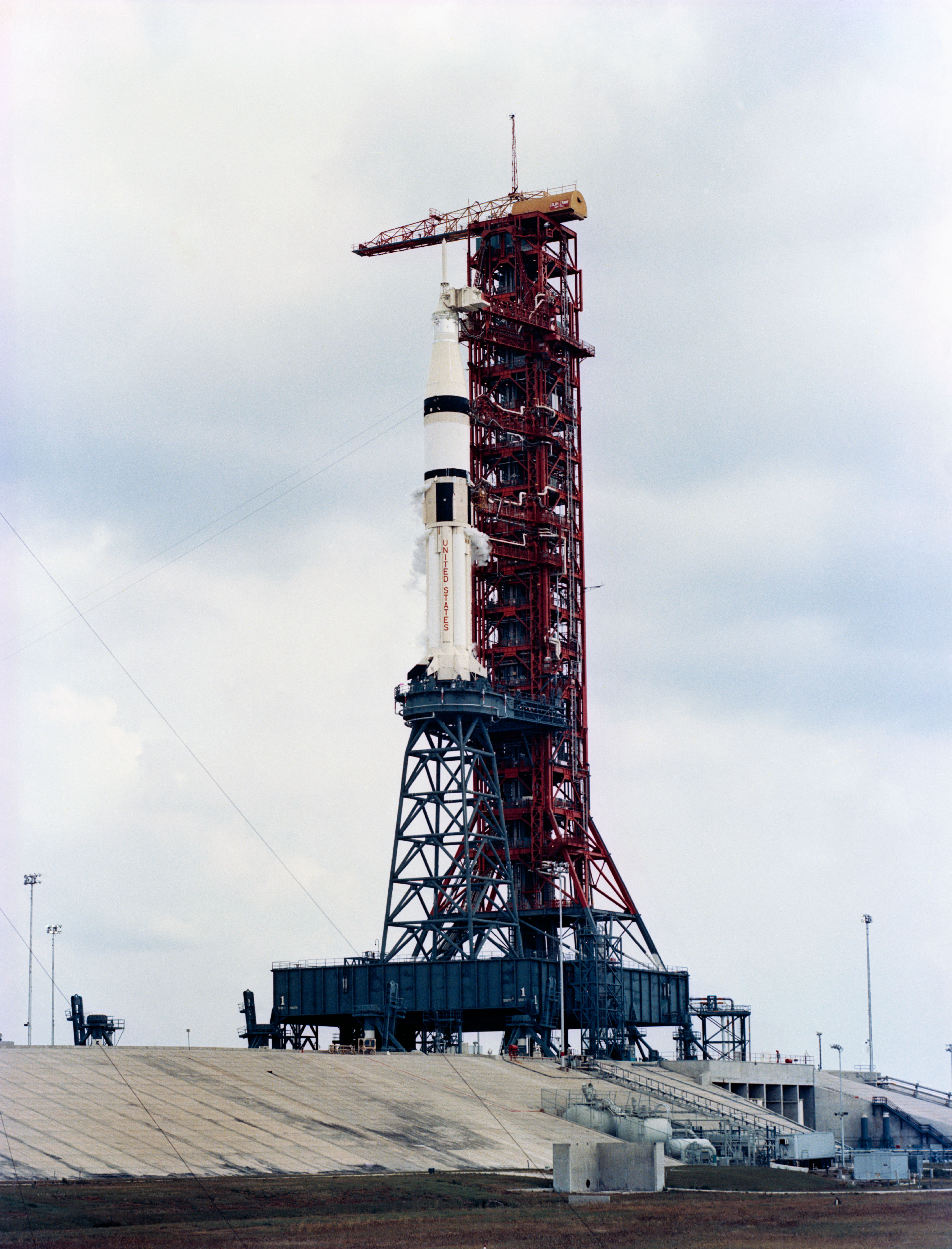
Saturn IB на специальной ферме-переходнике, миссия Скайлэб-2

Первоначально запускались с площадок LC-34 и SLC-37. Поскольку к 1973 году они были разобраны, то для экспедиций посещения орбитальной станции «Скайлэб» (Скайлэб-2, Скайлэб-3, Скайлэб-4) была использована стартовая площадка LC-39B, с которой запускали «Сатурн-5». Для более коротких ракет «Сатурн-1Б» была модифицирована мобильная пусковая платформа № 1. Использование специальной фермы-переходника, позволило использовать стартовую башню и мобильную пусковую платформу от ракеты-носителя «Сатурн-5».
В 1966-75 гг произведено 9 пусков ракеты-носителя Сатурн-1Б , все признаны успешными.

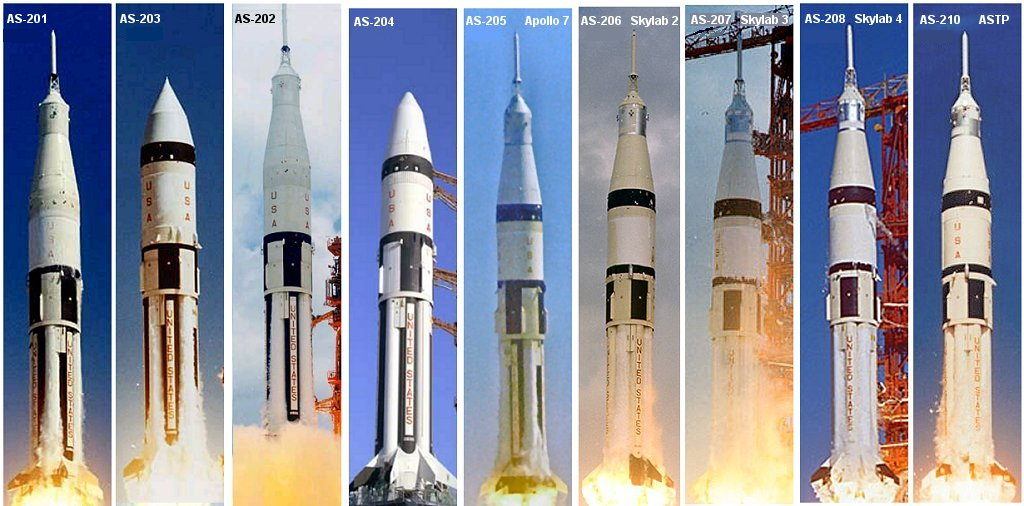
Все запуски Saturn IB: от AS-201 до ASTP

| № 1 | SA-201 | AS-201        | 26 февраля 1966 | LC-34  | 1-й испытательный полёт (беспилотный). Отработка командного и служебного отсеков в суборбитальном полёте. | | | |
| № 2 | SA-203 | AS-203        | 5 июля 1966     | SLC-37 | 2-й испытательный полёт (беспилотный). Отработка ступени S-IVB. Изучение поведения жидкого водорода в невесомости и испытание системы повторного включения основного двигателя ступени. Ступень взорвалась на четвертом витке.                                                                 | | | |
| № 3 | SA-202 | AS-202        | 25 августа 1966 | LC-34  | 3-й испытательный пуск (беспилотный). 2-й суборбитальный полёт командного и служебного отсеков. | | | |
| № 4 | SA-204 | Аполлон-5     | 22 января 1968  | SLC-37 | Беспилотные испытания лунного модуля на земной орбите. Использовалась ракета-носитель от уничтоженного пожаром корабля Аполлон-1. 36 витков. | | | |
| № 5 | SA-205 | Аполлон-7     | 11 октября 1968 | LC-34  | Первый пилотируемый полёт корабля Аполлон. Экипаж: Ширра, Айзли, Каннингем. 163 оборота. Последний запуск со стартового комплекса LC-34. | | | |
| № 6 | SA-206 | Скайлэб-2     | 25 мая 1973     | LC-39B | Первый экипаж Скайлэб (англ. Skylab): Конрад, Уайтц, Кервин. 404 оборота. Первый старт с комплекса LC-39B с использованием специальной фермы-переходника, позволяющей ракете использовать башню старта и мобильную пусковую платформу Saturn V .                                               | | | |
| № 7 | SA-207 | Скайлэб-3     | 28 июля 1973    | LC-39B | Второй экипаж Скайлэб (англ. Skylab): Бин, Лаусма и Гэрриотт. 838 оборотов вокруг Земли. | | | |
| № 8 | SA-208 | Скайлэб-4     | 16 ноября 1973  | LC-39B | Третий и последний экипаж Скайлэб (англ. Skylab): Карр, Гибсон, Поуг. 1.214 оборотов вокруг Земли. | | | |
| -   | SA-209 | Skylab Rescue | 1973, 1974      |        | Спасательная экспедиция Skylab Rescue Mission. Не понадобилась. Сейчас можно увидеть в Kennedy Space Center, с макетом корабля Apollo FVV. Двигатели первой ступени и служебный отсек Apollo FVV заменены дубликатами в 1993—1994 из-за коррозии.                                              | Спасательная экспедиция Skylab Rescue Mission. Не понадобилась. Сейчас можно увидеть в Kennedy Space Center, с макетом корабля Apollo FVV. Двигатели первой ступени и служебный отсек Apollo FVV заменены дубликатами в 1993—1994 из-за коррозии.                                              | Спасательная экспедиция Skylab Rescue Mission. Не понадобилась. Сейчас можно увидеть в Kennedy Space Center, с макетом корабля Apollo FVV. Двигатели первой ступени и служебный отсек Apollo FVV заменены дубликатами в 1993—1994 из-за коррозии.                                              | Спасательная экспедиция Skylab Rescue Mission. Не понадобилась. Сейчас можно увидеть в Kennedy Space Center, с макетом корабля Apollo FVV. Двигатели первой ступени и служебный отсек Apollo FVV заменены дубликатами в 1993—1994 из-за коррозии.                                              |
| № 9 | SA-210 | ASTP          | 15 июля 1975    | LC-39B | Полёт корабля «Аполлон» для стыковки с советским космическим кораблём «Союз» (Союз — Аполлон), экипаж: Стаффорд, Бранд, Слейтон. 136 оборотов. Последний полёт Сатурна IB. | | | |
| -   | SA-211 | -             | -               |        | Не использовалась. Первая ступень вместе с пристыкованной ступенью S-IVB Battleship находится в Алабама Велкам Сентр (англ. Alabama Welcome Center на трассе I-65 в Ardmore, AL. Вторая ступень, S-IVB, переделана в макет станции Skylab в U.S. Space and Rocket Center в Хантсвилл, Алабама. | Не использовалась. Первая ступень вместе с пристыкованной ступенью S-IVB Battleship находится в Алабама Велкам Сентр (англ. Alabama Welcome Center на трассе I-65 в Ardmore, AL. Вторая ступень, S-IVB, переделана в макет станции Skylab в U.S. Space and Rocket Center в Хантсвилл, Алабама. | Не использовалась. Первая ступень вместе с пристыкованной ступенью S-IVB Battleship находится в Алабама Велкам Сентр (англ. Alabama Welcome Center на трассе I-65 в Ardmore, AL. Вторая ступень, S-IVB, переделана в макет станции Skylab в U.S. Space and Rocket Center в Хантсвилл, Алабама. | Не использовалась. Первая ступень вместе с пристыкованной ступенью S-IVB Battleship находится в Алабама Велкам Сентр (англ. Alabama Welcome Center на трассе I-65 в Ardmore, AL. Вторая ступень, S-IVB, переделана в макет станции Skylab в U.S. Space and Rocket Center в Хантсвилл, Алабама. |
| -   | SA-212 | -             | -               |        | Не использовалась. Вторая ступень S-IVB переделана в космическую станцию Скайлэб. | Не использовалась. Вторая ступень S-IVB переделана в космическую станцию Скайлэб. | Не использовалась. Вторая ступень S-IVB переделана в космическую станцию Скайлэб. | Не использовалась. Вторая ступень S-IVB переделана в космическую станцию Скайлэб. |
| -   | SA-213 | -             | -               |        | Построена только первая ступень. Не использовалась | Построена только первая ступень. Не использовалась | Построена только первая ступень. Не использовалась | Построена только первая ступень. Не использовалась |
| -   | SA-214 | -             | -               |        | Построена только первая ступень. Не использовалась | Построена только первая ступень. Не использовалась | Построена только первая ступень. Не использовалась | Построена только первая ступень. Не использовалась |